# Ivan Dresser
Ivan Chandler Dresser (Flandreau, 3 de julho de 1896 – Nova York, 27 de dezembro de 1956) foi um atleta e campeão olímpico norte-americano.
Aluno da Universidade de Cornell, em Antuérpia 1920 conquistou a medalha de ouro na prova dos 3000 metros por equipes, junto com Horace Brown e Arlie Schardt.